# Гадоха, Роберт
Ро́берт Гадо́ха (пол. Robert Gadocha; 10 января 1946, Краков, Польша) — польский футболист, выступавший на позиции левого крайнего нападающего.
Олимпийский чемпион 1972 года, бронзовый призёр чемпионата мира 1974 года.

## Карьера

### Клубная
Роберт Гадоха — воспитанник краковского клуба «Гарбарня». После одного сезона, проведённого в «Вавеле», Гадоха перешёл в варшавскую «Легию», в составе которой ему удалось дважды выиграть чемпионат (в сезонах 1968/69 и 1969/70) и стать обладателем Кубка Польши в 1973 году. Вместе с «Легией» доходил до полуфинала КЕЧ 1969/70.
В 1975 году Гадоха перебрался во французский «Нант», однако из-за травм не всегда играл в основном составе. В сезоне 1976/77 стал чемпионом Франции. Позже уехал в США, где играл за клуб NASL «Чикаго Стинг» и клуб MISL «Хартфорд Хеллионс».

### В сборной
Роберт Гадоха дебютировал в сборной Польши 28 июля 1967 года в матче против сборной Советского Союза. В составе национальной команды стал Олимпийским чемпионом в 1972 году, на том турнире забил 6 мячей, а позже — третьим призёром чемпионата мира-1974. Гадохе ни разу не удалось забить на полях ФРГ, но он отдал 7 результативных передач, а в конце года был назван газетой Sport обладателем награды «Золотые Бутсы». Последний матч в составе сборной Польши сыграл 26 октября 1975 года в отборочном турнире чемпионата Европы-1976 против сборной Италии. Всего за сборную Польши Роберт Гадоха провёл 62 матча и забил 16 мячей.

## Достижения
- Бронзовый призёр чемпионата мира: 1974
- Олимпийский чемпион: 1972
- Чемпион Польши (2): 1968/69, 1969/70
- Обладатель Кубка Польши: 1972/73
- Чемпион Франции: 1976/77
- Обладатель награды «Золотые Бутсы»: 1974

## Личная жизнь
Проживает в Сарасоте. Жена Дина, сын Роберт.